# Landon Milbourne
Landon Milbourne est un joueur américain de basket-ball, né le 29 juin 1987 à Salisbury.

## Biographie
Le natif de Salisbury joue dans plusieurs équipes de lycée. Très vite ses qualités athlétiques sont remarquées par les spécialistes. Il reçoit deux fois de suite en 2004 et 2005, le titre de meilleur défenseur de l'année au lycée. En 2006, Landon Milbourne intègre l'effectif de l'université de Maryland (NCAA). Fort au rebond, il prend en moyenne 4,9 rebonds et marque en moyenne à 12,7 points par match lors de sa dernière année universitaire. De 2006 à 2010, il porte le maillot de Maryland. Lors de l'été 2010, Milbourne joue dans deux Summer League pour rejoindre la NBA mais sans succès. Il part pour l'Europe, plus précisément en France. Sa première saison en France, s'effectue dans le club de Boulogne-sur-mer, fraîchement promu en Pro B. À Boulogne, Landon Milbourne domine les débats avec 16 points, 4,9 rebonds et 1,4 passe décisive par match. En 2011-2012, Landon Milbourne vient compléter l'effectif du Limoges CSP alors redescendu en Pro B au bout d'une saison. L'intérieur américain est l'un des artisans de la montée en Pro A du Limoges CSP, cette même saison.

## Palmarès
- 2011-2012 : Finaliste de la Coupe de France avec le Limoges CSP
- 2011-2012 : Champion de France Pro B avec le Limoges CSP

## Nominations
- 2003-2004 : Défenseur de l’année de High School.
- 2004-2005 : Défenseur de l’année de High School.
- 2004-2005 : Athlète de l’année de North Fulton.
- 2004-2005 : Membre de la Region 1A First-Team All-State selection.

## Summer League
- 2010 : Participe au Portsmouth Invitational Tournament.
- 2010 : Participe à la Summer League de Las Vegas avec les Hawks d'Atlanta.